# IFK Strängnäs
IFK Strängnäs bildades 1899 och är en idrottsförening i Strängnäs i Sverige, med sektioner för friidrott, handboll, och handikappidrott, tidigare även bandy, orientering och parasport. I bandy spelade klubben i Sveriges högsta division säsongerna 1931 och 1932.

### Fotnoter
1. ↑  Jimmy Andersson (27 februari 1931). ”Säsongen 1930-31”. Jimmys bandysida. Arkiverad från originalet den 22 februari 2015. https://web.archive.org/web/20150222003422/http://www.jimbobandy.nu/oldtab/30-31.html. Läst 22 februari 2015.
2. ↑  Jimmy Andersson (27 februari 1932). ”Säsongen 1931-32”. Jimmys bandysida. Arkiverad från originalet den 21 februari 2015. https://web.archive.org/web/20150221232439/http://www.jimbobandy.nu/oldtab/31-32.html. Läst 22 februari 2015.